# Mistrzostwa Słowacji w Skokach Narciarskich 2008
Mistrzostwa Słowacji w Skokach Narciarskich 2008 – zawody w skokach narciarskich, przeprowadzone 30 marca 2008 roku w Szczyrbskim Jeziorze w celu wyłonienia indywidualnego mistrza Słowacji.
Konkursy Mistrzostw Słowacji w Skokach Narciarskich 2008 miały charakter międzynarodowy, w związku z czym do udziału w nich dopuszczono także zawodników z innych krajów (m.in. z Czech i Polski). Podobnie jak w roku 1999, czy 2000 nie otrzymywali oni jednak medali mistrzostw Słowacji, a jedynie rywalizowali o zwycięstwo w konkursach. Areną zmagań skoczków był obiekt MS 1970 B w Szczyrbskim Jeziorze.
W rywalizacji międzynarodowej seniorów pierwsze 3 pozycje zajęli Polacy: Piotr Żyła (1. miejsce; 224,5 pkt.), Wojciech Skupień (2. pozycja; 224 pkt.) oraz Rafał Śliż (3. miejsce; 221,5 pkt.). 4. miejsce zajął najlepszy ze Słowaków – Martin Mesík (215 pkt.), który tym samym zdobył złoty medal mistrzostw Słowacji. Był to jednocześnie jego ostatni start w konkursie skoków narciarskich w karierze. Pozostałe miejsca na podium mistrzostw Słowacji zajęli Vladimír Roško (srebrny medal; 130 pkt.) i Patrik Mesík (brąz; 106,5 pkt.).
W rywalizacji międzynarodowej juniorów zwyciężył Polak Krzysztof Miętus, który wyprzedził Łukasza Rutkowskiego i Kamila Kowala. 12. miejsce zajął najlepszy ze Słowaków – Tomáš Zmoray, który tym samym zdobył złoty medal mistrzostw Słowacji juniorów. Pozostałe medale wśród juniorów zdobyli Mojmír Nosáľ (srebro) i Matúš Mistrík (brąz).

## Medaliści
| Konkurs                        | Złoto        | Srebro         | Brąz         |
| ------------------------------ | ------------ | -------------- | ------------ |
| indywidualny skocznia normalna | Martin Mesík | Vladimír Roško | Patrik Mesík |